# Xanthopimpla unicolor
Xanthopimpla unicolor là một loài tò vò trong họ Ichneumonidae.